# Nordahl Grieg
Nordahl Grieg, celým jménem Johan Nordahl Brun Grieg (1. listopadu 1902 Bergen – 2. prosince 1943 Kleinmachnow) byl norský spisovatel, novinář a politický aktivista komunistické orientace.

## Život
Studoval na univerzitě v Oslu a poté hodně cestoval, nějaký čas i jako námořník. Básnicky debutoval v roce 1922 sbírkou Omkring Kap det gode Haab, která zpracovávala jeho zkušenosti na moři, podobně jako některé jeho další knihy a divadelní hry. Začal pracovat také jako novinář, roku 1927 působil jako zpravodaj v Číně. Ve 30. letech vstoupil do Komunistické strany Norska. V letech 1933–1935 žil v Sovětském svazu, kam byl oficiálně pozván ke studiu sovětského divadla a filmu. Po návratu se stal horlivým propagátorem Stalina. V letech 1935–1940 byl předsedou politické organizace Přátelé Sovětského svazu. V roce 1937 napsal obhajobu moskevských procesů (viz Velký teror) a napadal norské intelektuály, kteří je kritizovali. Také jeho román Ung må verden ennu være byl obranou Stalina a moskevských procesů. Tvrdě útočil také na norské trockisty i samotného Trockého, který v Norsku žil v letech 1937–1939. V letech 1936–1937 vydával literární časopis Veien Frem, kam zpočátku psala řada levicových intelektuálů, ale většina z nich nakonec odešla poté, co Grieg prosadil striktně stalinistickou linii. Roku 1936 napsal jednu ze svých nejznámějších básní Til Ungdommen (Obklopeni nepřáteli), roku 1952 byla zhudebněna Otto Mortensenem.

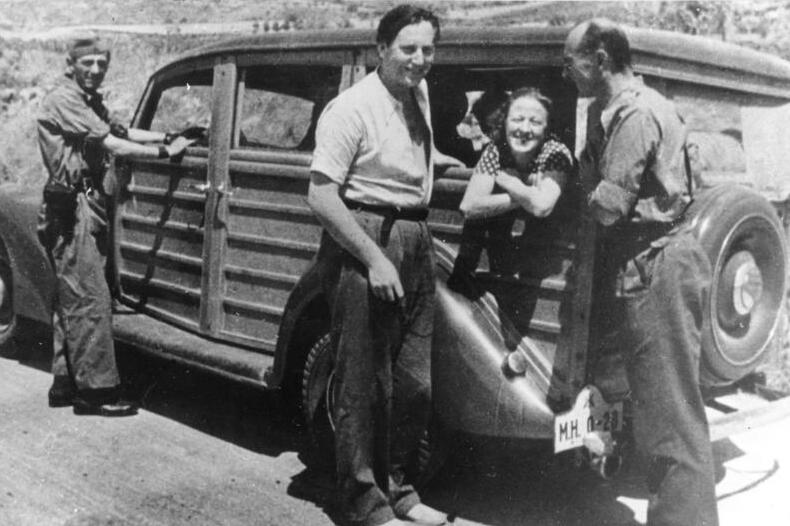
Grieg jako válečný korespondent ve Španělsku v roce 1937 (spolu s Gerdou Grepp a Ludwigem Rennem)

V roce 1940 se ovšem Grieg postavil proti Stalinovi a Kominterně, když žádali (po podepsání paktu Molotov–Ribbentrop), aby komunisté odsuzovali německou válku se západními zeměmi jako střet dvou imperialismů. Jako vlastenec se s tím Grieg nemohl smířit zejména po vpádu německých vojsk do Norska roku 1940. Nechal se odvést do norské armády a zúčastnil se bojů proti Němcům. Z Norska do Velké Británie prchl na stejné lodi jako královská rodina a rezervy centrální banky. V Británii Grieg sloužil norské exilové vládě a podílel se na tvorbě vládního rozhlasového vysílání. Sloužil také jako válečný korespondent, mapoval zejména činnost norských vojáků (na Islandu, na ostrově Jan Mayen a jinde). V noci na 2. prosince 1943 se v pozici válečného korespondenta zúčastnil spojeneckého náletu na Berlín. Připojil se ke 460. squadroně královského australského letectva, která sídlila u Binbrooku, konkrétně nasedl do Lancasteru Mk.III.

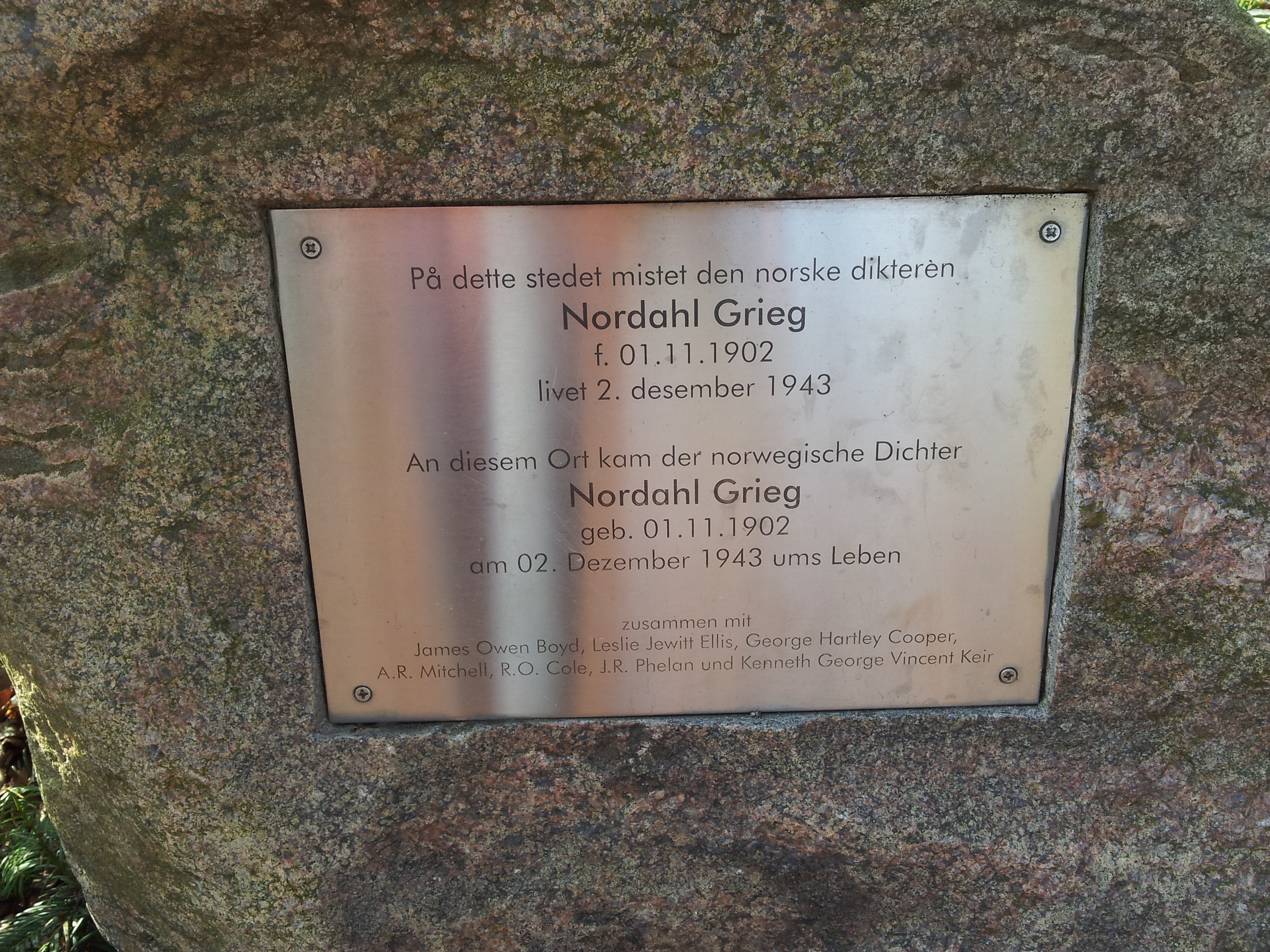
Památník v Kleinmachnowě v Braniborsku, vztyčený vedle místa, kde se letoun zřítil při náletu na Berlín

  Ten se stal jedním z pěti sestřelených spojeneckých letounů během této operace, zřítil se blízko německé obce Kleinmachnow. Grieg při tom zahynul, stejně jako všech sedm dalších členů posádky Lancasteru. To učinilo z Griega norského národního hrdinu. Krátce po osvobození, roku 1945, v Norsku vyšla sbírka jeho válečných básní nazvaná Friheten (Svoboda). Stala se nejprodávanější norskou sbírkou poezie všech dob. O jeho sporném působení ve 30. letech se v Norsku začalo diskutovat až s jistým zpožděním.

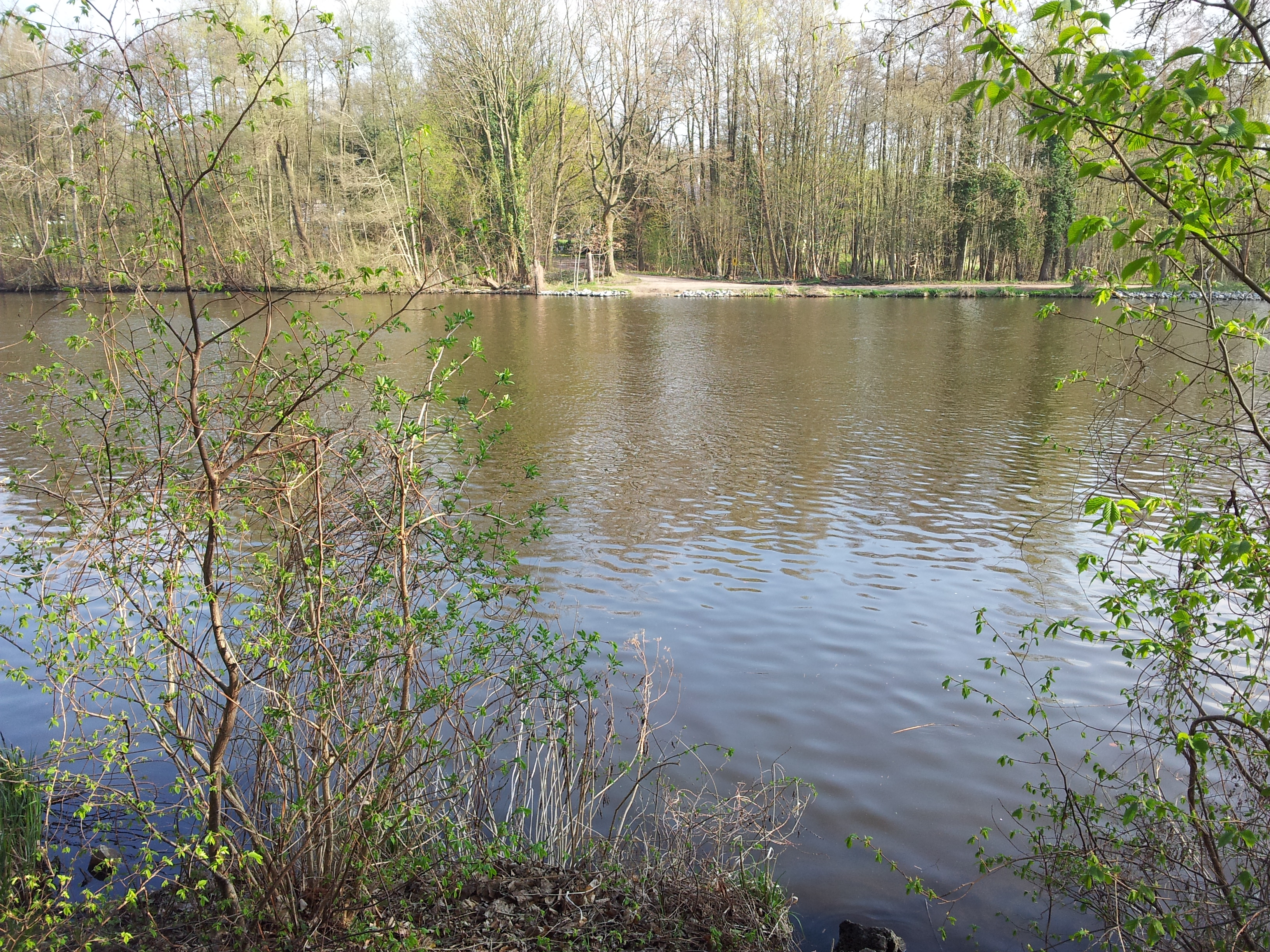
Místo, kde se zřítil Lancaster LM316 (Kleinmachnow, jižně od Berlína)

Grieg byl přítelem anglického romanopisce Grahama Greena, který jej zmiňuje ve vzpomínkové knize vydané roku 1980 „Úniky“ (Ways of Escape). Setkali se v roce 1931, když se Grieg neohlášen objevil v Greeneově letním sídle v Chipping Campden.
Byl vzdáleným příbuzným hudebního skladatele Edvarda Griega, jeho bratr Harald Grieg byl významným nakladatelem, jeho žena Gerd Griegová herečkou.